# 松原駅 (長崎県)
松原駅（まつばらえき）は、長崎県大村市松原本町にある、九州旅客鉄道（JR九州）大村線の駅である。

## 歴史
- 1898年（明治31年）1月20日：九州鉄道の駅として開設[2]。
- 1907年（明治40年）7月1日：九州鉄道が国有化、帝国鉄道庁に移管[2]。
- 1971年（昭和46年）10月20日：荷物扱い廃止[3]。旅客取扱については駅員無配置駅となる[4]。
- 1975年（昭和50年）12月1日：専用線発着車扱貨物取扱廃止[2]。
- 1987年（昭和62年）4月1日：国鉄分割民営化に伴い、九州旅客鉄道（JR九州）の駅となる[2]。
- 2025年（令和7年）：ICカード「SUGOCA」を導入（予定）[5]。

## 駅構造

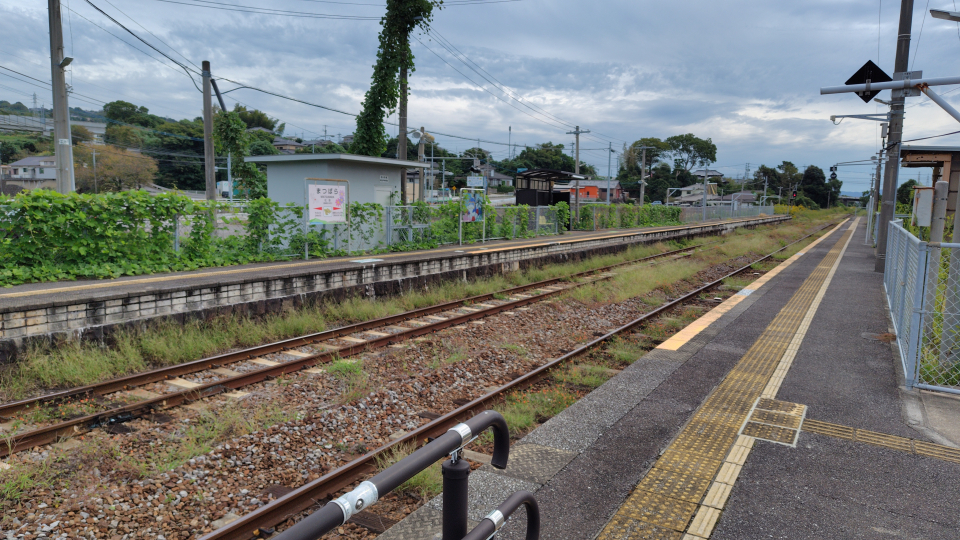
ホーム（2024年10月）

相対式ホーム2面2線を有する地上駅。
駅舎とホームはやや離れている。互いのホームは構内踏切で連絡している。
かつての旧大村火力発電所（現、九電みらい大村メガソーラー発電所）に向けて石炭燃料を輸送する引込線が分岐していたため、駅構内は広い。

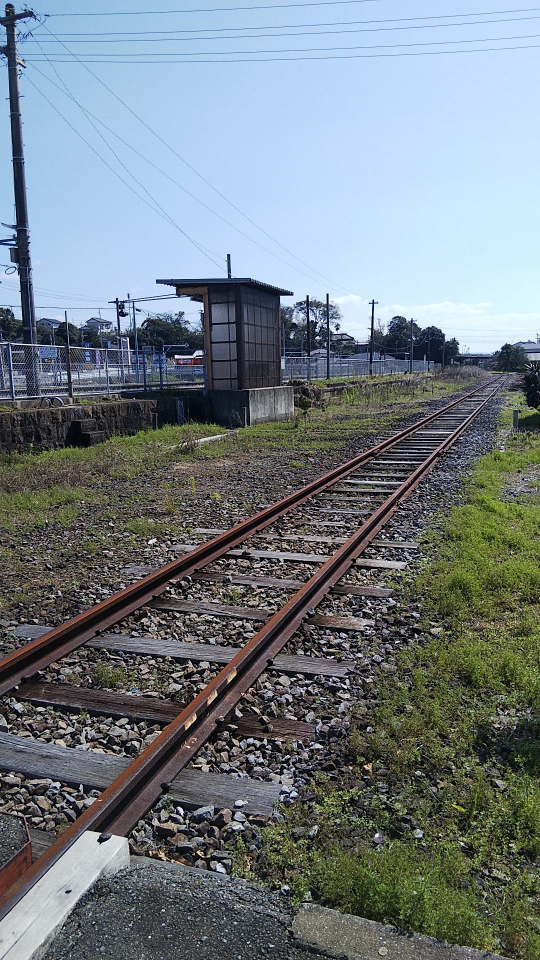
引込線（2020年3月）

引込線跡は諫早方面に向かって右方向に分岐しており、断片的に辿ることが可能。
かつては早岐方に設置されていた跨線橋にて上下線のホームを結んでいたが、構内踏切に切替えられた。

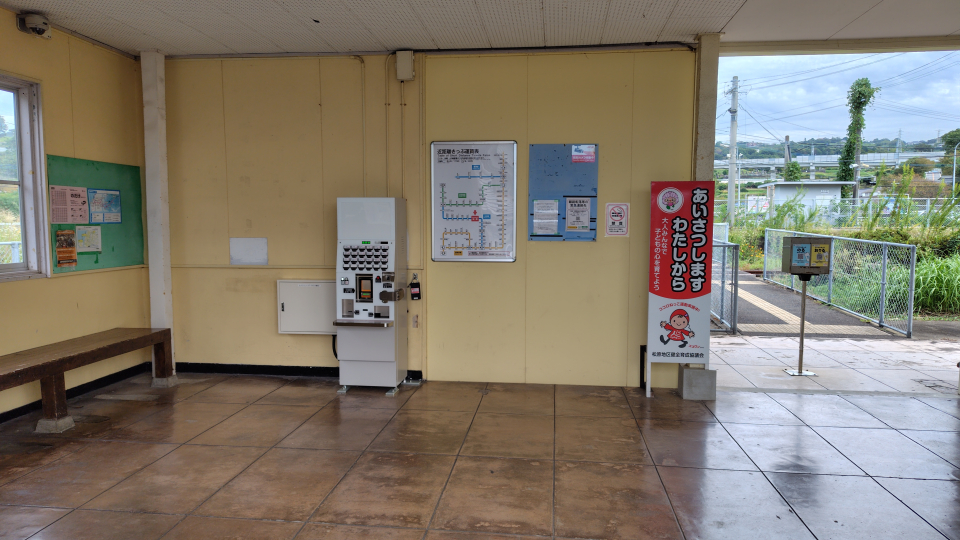
待合室 （2024年10月）

無人駅であるが、自動券売機が設置されている。

### のりば
| のりば | 路線    | 方向 | 行先             |
| ------ | ------- | ---- | ---------------- |
| 1      | ■大村線 | 上り | 早岐・佐世保方面 |
| 2      | ■大村線 | 下り | 諫早・長崎方面   |

## 利用状況
- 2010年度の1日平均乗車人員は81人である。

| 乗車人員推移 | 乗車人員推移 |
| 年度         | 1日平均人数  |
| ------------ | ------------ |
| 2000         | 110          |
| 2001         | 109          |
| 2002         | 106          |
| 2003         | 101          |
| 2004         | 107          |
| 2005         | 111          |
| 2006         | 105          |
| 2007         |              |
| 2008         |              |
| 2009         |              |
| 2010         | 81           |

## 駅周辺
交通
- 国道34号
- 長崎県道・佐賀県道6号大村嬉野線
- 長崎県道126号松原停車場線

名所，施設等
- 野岳湖
- 野岳湖公園
- 裏見の滝
- 松原しおさい公園
- 鹿ノ島
- かもめの聖地（西九州新幹線松原トンネル）
- おおむら夢ファーム シュシュ
- 長崎スコーコーヒーパーク
- つばき屋大村店

## 隣の駅
九州旅客鉄道（JR九州）
■大村線
■快速「シーサイドライナー」
通過
■区間快速「シーサイドライナー」・■普通
千綿駅 - 松原駅 - 大村車両基地駅